# John Canfield Spencer
Pour les articles homonymes, voir Canfield et Spencer.
John Canfield Spencer, né le 8 janvier 1788 à Hudson (État de New York) et mort le 17 mai 1855 à Albany (même État), est un homme politique américain, notamment secrétaire du Trésor des États-Unis du 8 mars 1843 au 2 mai 1844.

## Famille
Son fils, cadet sur l'USS Somers, est condamné à mort pour mutinerie  (affaire Somers), et est pendu le 1er décembre 1842 avec deux autres marins au large des îles Saint-Thomas (îles Vierges des États-Unis) ; son corps est ensuite jeté en mer.